# Archaeopria pristina
Archaeopria pristina är en stekelart som beskrevs av Naumann 1988. Archaeopria pristina ingår i släktet Archaeopria och familjen hyllhornsteklar. Inga underarter finns listade.